# زنبور عسل نر

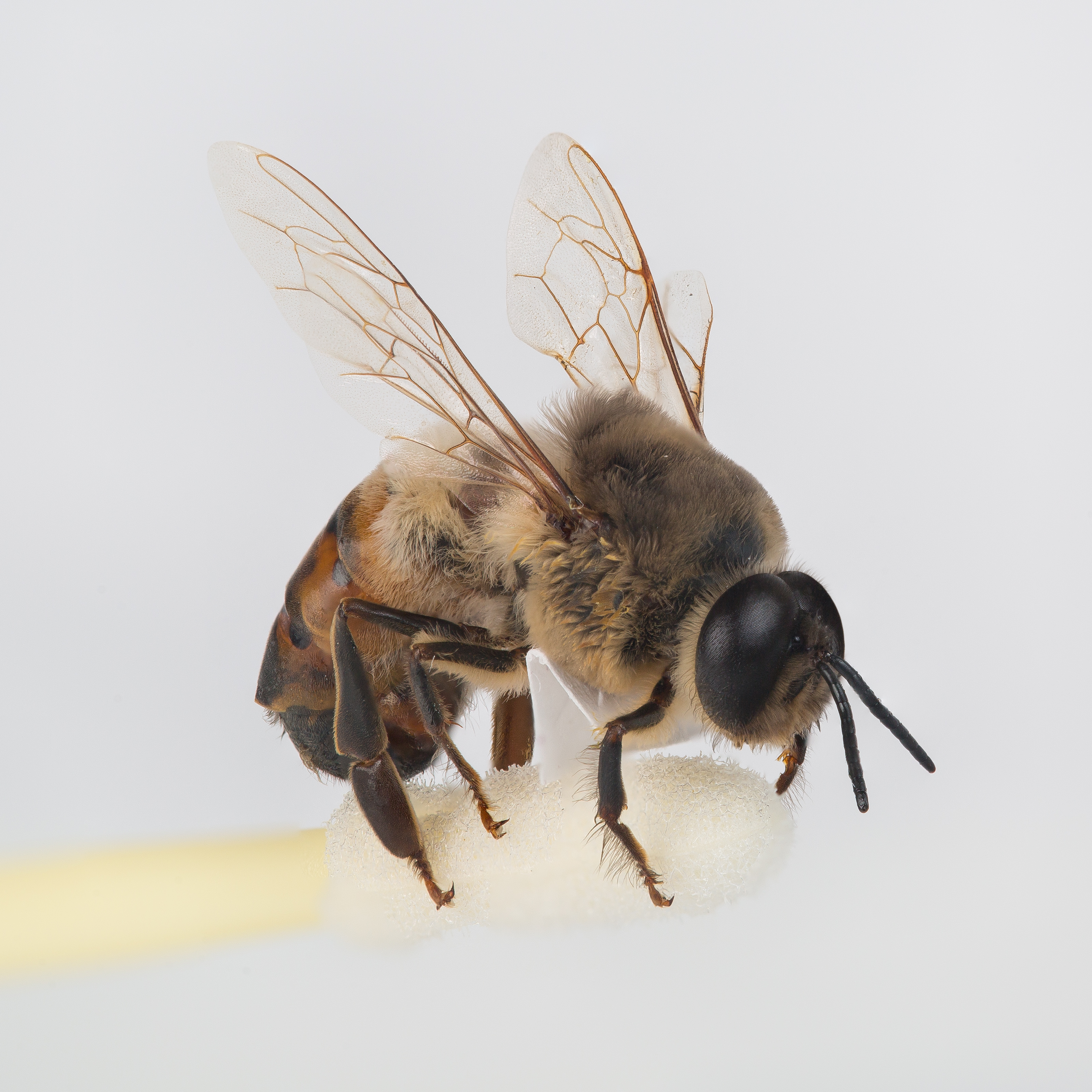
زنبور بدون سرنشین

زنبور عسل نر یا زنبور پهپاد (به انگلیسی: Drone) یک زنبور عسل نر است که برخلاف زنبورهای کارگر ماده، اندام نیش‌زننده ندارند. آنها شهد یا گرده را جمع‌آوری نمی‌کنند و بدون کمک زنبورهای کارگر توانایی تغذیه ندارند. تنها نقش یک پهپاد جفت‌گیری با یک ملکه در پرواز عروسی است.

## کالبدشناسی
پهپاد با چشمانی دو برابر اندازه زنبورهای کارگر و ملکه‌ها و اندازه بدنی بزرگ‌تر از زنبورهای کارگر مشخص می‌شود، اگرچه معمولاً کوچک‌تر از زنبور ملکه است. شکم او از شکم کارگران یا ملکه تنومندتر است. اگرچه پهپاد سنگین است، اما باید بتواند آنقدر زود پرواز کند که ملکه را در پرواز همراهی کند. میانگین زمان پرواز یک پهپاد حدود ۲۰ دقیقه است.
یک کلنی زنبور عسل هندی حدود ۲۰۰ پهپاد در زمان اوج تابستان دارد. پهپادها برای تغذیه آنها به زنبورهای کارگر وابسته هستند.

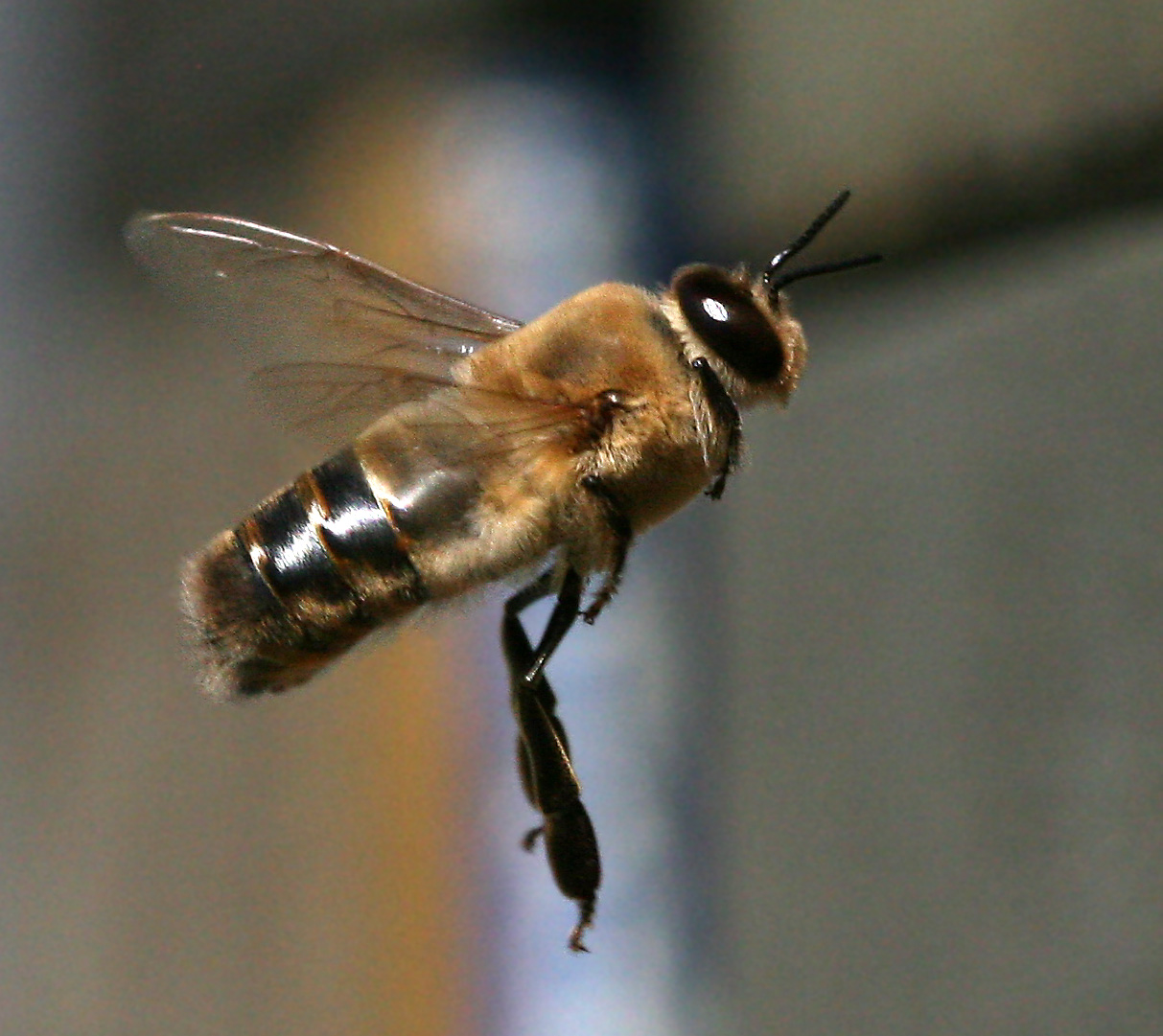
در پرواز

زنبورهای پهپاد هاپلوئید هستند و از تخم‌های بارورنشده توسط آرنوتوکی رشد می‌کنند.